# Jonathan Copete
Jonathan Copete Valencia (Cali, 23 gennaio 1988) è un calciatore colombiano, attaccante svincolato.

## Carriera
Ha vinto la Coppa Libertadores 2016 con la maglia dell'Atlético Nacional.

## Palmarès

### Club

#### Competizioni statali
- Campionato paulista: 1

Santos: 2016

#### Competizioni nazionali
- Campionato colombiano: 3

Santa Fe: 2012-I
Atlético Nacional: 2014-I, 2015-II
- Campionato argentino: 1

Veléz Sarsfield: 2012-2013 Inicial
- Supercopa Argentina: 1

Veléz Sarsfield: 2013
- Copa Colombia: 1

Atlético Nacional: 2016
- Súper Liga: 1

Atlético Nacional: 2016

#### Competizioni internazionali
- Coppa Libertadores: 1

Atlético Nacional: 2016